# Culicoidini
The Culicoidini là một tông biting midges (punkies, no-see-ums).
Genera bao gồm:
- Austroconops
- Culicoides
- Neoculicoides
- Paradasyhelea